# Антверпенская шестёрка
«Антверпенская шестёрка» (англ. Antwerp Six или The Six) — группа из шести бельгийских дизайнеров, сформировавшаяся в 1980-е годы. В её состав входили выпускники Королевской академии изящных искусств Анн Демельмейстер, Дрис ван Нотен, Дирк Биккембергс, Вальтер ван Бейрендонк, Дирк ван Саен и Марина Йи.

## Термин
Термин сформировался как понятие, объединяющее выпускников класса Линды Лоппа в Королевской академии изящных искусств в Антверпене. Термин «Антверпенская шестёрка» распространяется на выпускников 1981 года, ставших участниками Лондонской недели моды и героями британской публикации[уточнить] в 1986 году.
Название «Антверпенская шестёрка» появилось как журналистский термин. Название возникло в 1986 году после Лондонской недели моды, в которой впервые приняли участие шесть выпускников антверпенской Королевской академии изящных искусств. «Антверпенскую шестёрку» можно считать важным феноменом и важным явлением в культуре Бельгии.

## Возникновение и история
В начале 1980-х участники объединения учились на факультете моды Королевской академии изящных искусств в Антверпене. Факультет был основан в 1960-х, в начале 1980-х его возглавляла Мари Прийо. Как строгий консервативный декан она ориентировалась на классический парижский стиль. Другой влиятельный преподаватель Академии — Линда Лоппа (позднее сменившая Прийо на должности декана) — поощряла интерес студентов к европейскому авангарду и творчеству японских дизайнеров — Рей Кавакубо и Ёдзи Ямамото.
Дизайнеры постепенно оканчивали академию один за другим: Вальтер ван Бейрендонк в 1980-м, Марина Йи, Анн Демельмейстер, Дрис ван Нотен и Дирк ван Саен в 1981-м, а Дирк Биккембергс в 1982-м. В 1983 году все они участвовали в конкурсе дизайнеров «Золотое веретено» (Gouden Spoel): победу тогда одержал Дирк ван Саен. В 1986 году по настоянию владельца обувного магазина Coccodrillo и близкого друга Antwerp Six Гирта Брюло дизайнеры подали заявку на участие в Лондонской неделе моды. Никому неизвестные бельгийские модельеры должны были представить свои коллекции в шоуруме. Организаторы поместили их стенд на второй этаж, куда пресса и байеры обычно не доходили. Привлечь к себе внимание членам «шестёрки» удалось с помощью рекламных листовок, которые они раздавали посетителям на первом этаже. Одними из первых заказ у бельгийцев сделали байеры нью-йоркского магазина Barneys, а пришедшие на мероприятие представители прессы написали о дизайнерах.
После успеха в Лондоне «Антверпенскую шестёрку» пригласили принять участие в флорентийской выставке моды «Pitti Trend». Из-за недостатка финансов дизайнерам пришлось взять в аренду два трейлера, куда они погрузили свои вещи, и отправиться на них в Италию через Альпы.
После двух сезонов совместных показов Antwerp Six начала распадаться. Дирк Биккембергс работал с мужским костюмом, поэтому стал показывать коллекции исключительно в рамках мужской Недели моды. Дрис Ван Нотен имел настолько большой успех, что ему потребовалось отдельное шоу.

## Круг участников
Представителями «Антверпенской шестёрки» называют выпускников Королевской академии изящных искусств в Антверпене, закончивших академию в 1980—1981 году и принимавших участие в Лондонской неделе моды в 1986 году. Несмотря на стилистические различия, «Антверпенская шестёрка» представляла собой идеологически цельную группу. Название «Антверпенская шестёрка» возникло как искусственный термин, сформированный в средствах массовой информации. Публикация 1986 года[где?] называла 6 фамилий:
- Анн Демельмейстер
- Дрис ван Нотен
- Дирк Биккембергс
- Вальтер ван Бейрендонк
- Дирк ван Саен
- Марина Йи

## Антверпенская шестёрка и Мартин Маржела
В разговоре об «Антверпенской шестёрке» часто упоминается имя ещё одного бельгийского дизайнера — Мартина Маржелы. Искусствовед Е. В. Васильева  отмечает: «Часто перечень дизайнеров-деконструкторов соотносят с кругом бельгийских дизайнеров — выпуском Королевской академии изящных искусств в Антверпене 1980 года („Антверпенская шестёрка“), прибавляя к этому списку Мартина Маржела, закончившего то же образовательное учреждение годом раньше». Он близко общался со всеми членами группы и учился с ними в Королевской академии изящных искусств. Маржела окончил Королевскую академию в 1979 году. Формально он не входил в состав группы, но использовал сходные приёмы и принципы. В 1984 году Маржела начал сотрудничать с ателье Жан-Поля Готье и работал у модельера на протяжении трёх лет. Маржела, как и члены Antwerp Six, внёс огромный вклад в развитие бельгийской школы моды и принёс известность Антверпенской академии изящных искусств. Он стал одним из самых известных и успешных выпускников Академии. В СМИ и в исследовательских проектах иногда употребляется термин «Antwerp Six +», который подразумевает принадлежность кругу «Антверпенской шестёрки» не только Мартина Маржелы, но и некоторых других бельгийских дизайнеров — таких как Раф Симонс, Хайдер Акерман, Криса Ван Аше и других.

## Антверпенская шестёрка и вопрос единства стиля
Одной из проблем, связанной с идентификацией «Антверпенской шестёрки» является вопрос стилистического единства. Участники «Антверпенской шестёрки» использовали различные структурные и визуальные приёмы — от деконструктивистских принципов сложного кроя до минималистических очертаний и сложных цветов. Концепцию стилистической общности часто заменяют принципом идеологического единства, связанного с базовыми принципами костюма 1980—1990 годов, в частности — с формами деконструкции.

## Антверпенская шестёрка и деконструктивизм в моде
Деятельность Антверпенской шестёрки тесным образом связана с развитием деконструктивизма в моде. Появление модной деконструкции как метода хронологически совпало с началом деятельности «шестёрки». Несмотря на отсутствие единого стилистического принципа, коллекции представителей «Антверпенской шестёрки» структурно близки принципам деконструкции. Работы «шестёрки» принято рассматривать как один из наиболее ярких примеров деконструкции в моде. 

## Итоги и влияние
«Антверпенская шестёрка» оказала заметное влияние на моду последующих десятилетий Дизайн одежды, обозначенный представителями «шестёрки» был использован как основа модной деконструкции.. Во многом облик современного костюма и его элементов сформировался как под влиянием деконструктивизма в моде, так и в результате идеологического влияния «Антверпенской шестёрки».
Феномен «Антверпенской шестёрки» сделал возможным карьеры других бельгийских дизайнеров — таких как Раф Симонс, Хайдер Акерманн, Криса Ван Аше, Вероник Бранкино, Бернар Вильгельм, Оливье Тискенс и др.